# Humberto Fernández Morán

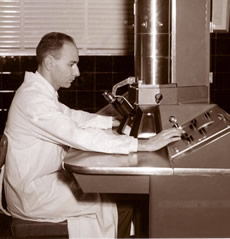
Humberto Fernández Morán

Humberto Fernández-Morán (* 18. Februar 1924 in Maracaibo; † 17. März 1999 in Stockholm) war ein venezolanischer Wissenschaftler.
Er gründete das venezolanische Institut für Neurologie und Gehirnforschung (IVNIC auf Spanisch), der Vorgänger des gegenwärtigen Institut für wissenschaftliche Forschung Venezuelas (IVIC). Er studierte an der Universität München, wo er 1944 summa cum laude sein Studium abschloss. Er hat zur Entwicklung des Elektronenmikroskops beigetragen und den Begriff der Kryoultramikrotomie eingeführt. Er entwickelte das Diamantskalpell. Er war auch in der Entwicklung der Kryoelektronenmikroskopie tätig.
Im Jahr 1958 übte er für kurze Zeit das Amt des Bildungsministers (Ministro de Educación) in der Regierung von Präsident Marcos Pérez Jiménez aus. 1964 wurde er in die American Academy of Arts and Sciences gewählt.